# Jean Louis Christophe Régnier
Pour les articles homonymes, voir Régnier.
Jean Louis Christophe Régnier, né le 22 juillet 1742 à Valognes (Manche), mort le 7 mai 1802 à Mézières (Ardennes), est un général de brigade de la Révolution française.

## États de service
Il entre en service le 4 septembre 1756, dans la marine, et il est fait prisonnier deux fois par les Anglais, la première en décembre 1756, rentré de captivité en juin 1763, et la seconde en juin 1779. Capitaine du lougre corsaire La Sauterelle le 26 mai 1780, il est fait prisonnier le 16 août 1780. Lieutenant dans les troupes auxiliaires de la marine dites volontaires de Luxembourg, d'octobre 1780 à mai 1781, il tente un coup de main contre Jersey en janvier 1781. Il est nommé lieutenant de frégate en 1783, et gouverneur des îles Chausey.
En août 1789, il entre dans la Garde nationale de Granville, et le 17 août 1791, il devient capitaine de cette garde. Il est promu chef de bataillon le 1er juin 1792. Le 22 août 1793, il est nommé adjudant-général commandant la place de Granville, et il se distingue en novembre lors du siège de cette ville.
Affecté à l’armée de l’Ouest le 18 janvier 1794, il est promu général de brigade provisoire le 7 mars 1794, et il est confirmé dans son grade le 13 juillet suivant. Le 8 février 1795, il est démis de ses fonctions, et il est remis en activité le 2 octobre 1795, comme inspecteur de la Garde côtière à l’armée de l’Ouest. Le 22 septembre 1796, il est mis en congé de réforme.
Le 22 août 1799, il est rappelé à l’activité à l’armée d’Angleterre, et le 19 octobre 1800, il prend la tête du 1er bataillon de vétérans de la 6e demi-brigade à Sedan et Mézières.
Il meurt le 7 mai 1802 à Mézières.

## Sources
- (en) « Generals Who Served in the French Army during the Period 1789 - 1814: Eberle to Exelmans »
- Thierry Pouliquen, « Les généraux français et étrangers ayant servis [sic] dans la Grande Armée » (consulté le 5 novembre 2014)
- Étienne Charavay, Correspondance général de Carnot, tome 4, imprimerie Nationale, 1897, p. 150.
- (pl) « Napoléon.org.pl »
- Georges Six, Dictionnaire biographique des généraux & amiraux français de la Révolution et de l'Empire (1792-1814), Paris : Librairie G. Saffroy, 1934, 2 vol., p. 351